# 卡尼亞達德戈梅斯

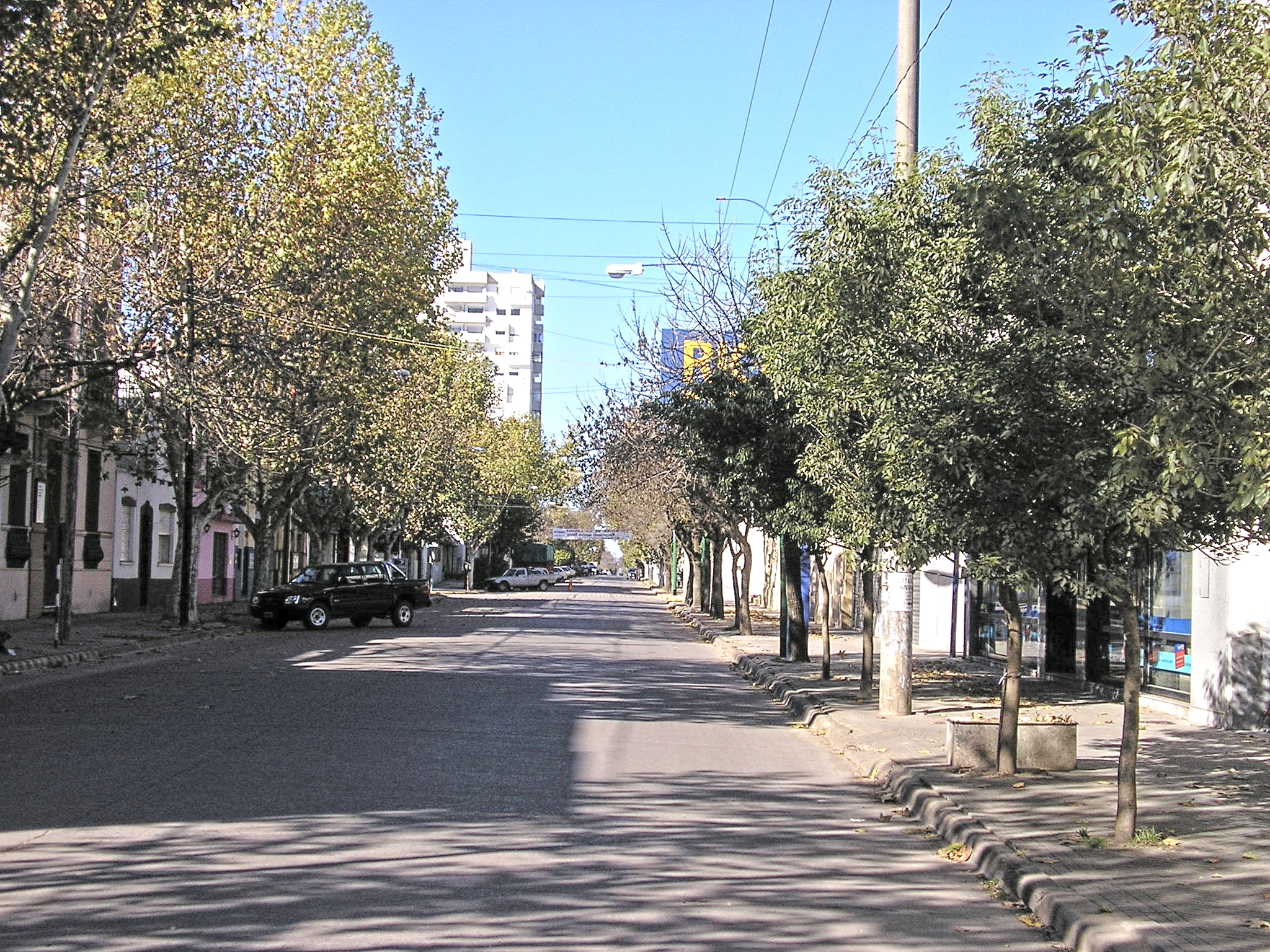

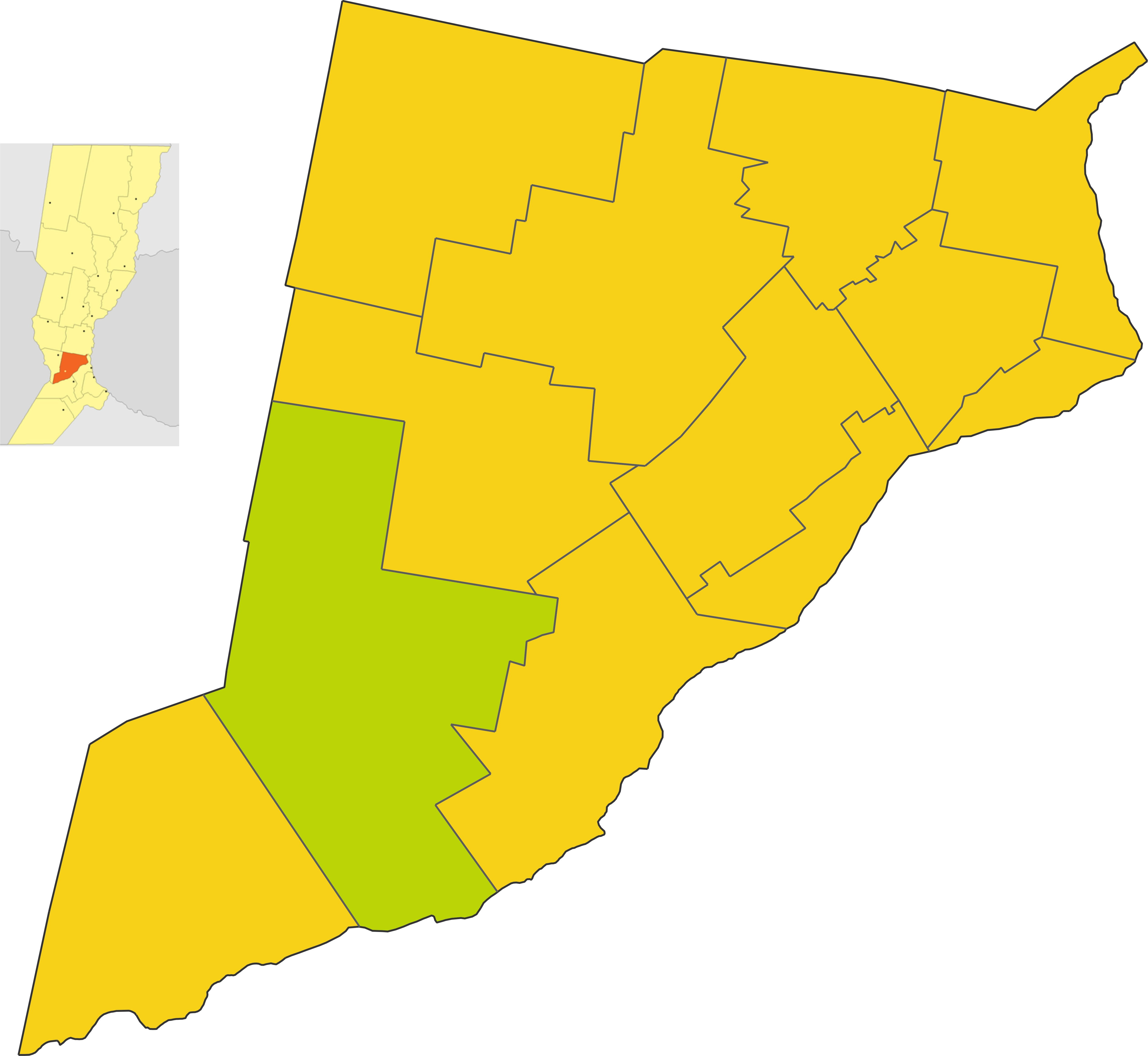

卡尼亞達德戈梅斯（西班牙語：Cañada de Gómez），是阿根廷的城鎮，位於該國東北部聖大非省，是伊里翁多縣的首府，始建於1869年，海拔高度89米，2010年人口29,824，人口密度每平方公里0.02人。